# 武豊町
武豊町（たけとよちょう）は、愛知県知多郡に属している町。

## 概要
知多半島の中央部に位置し、三河湾北西部の衣浦湾に面している。重要港湾である衣浦港の一部（武豊港）が含まれ、沿岸には工業地帯が広がっている。

## 地理

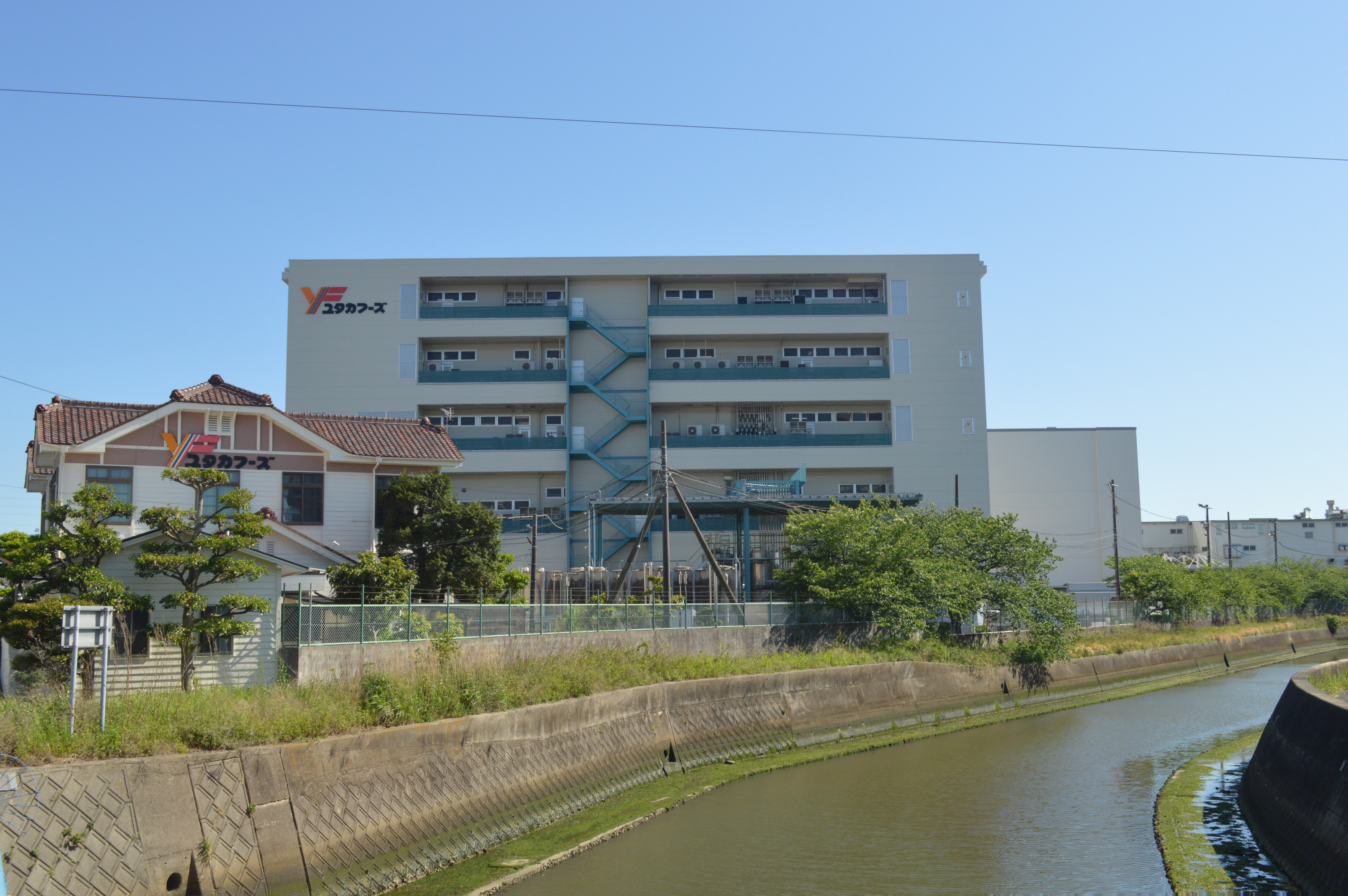
堀川とユタカフーズ

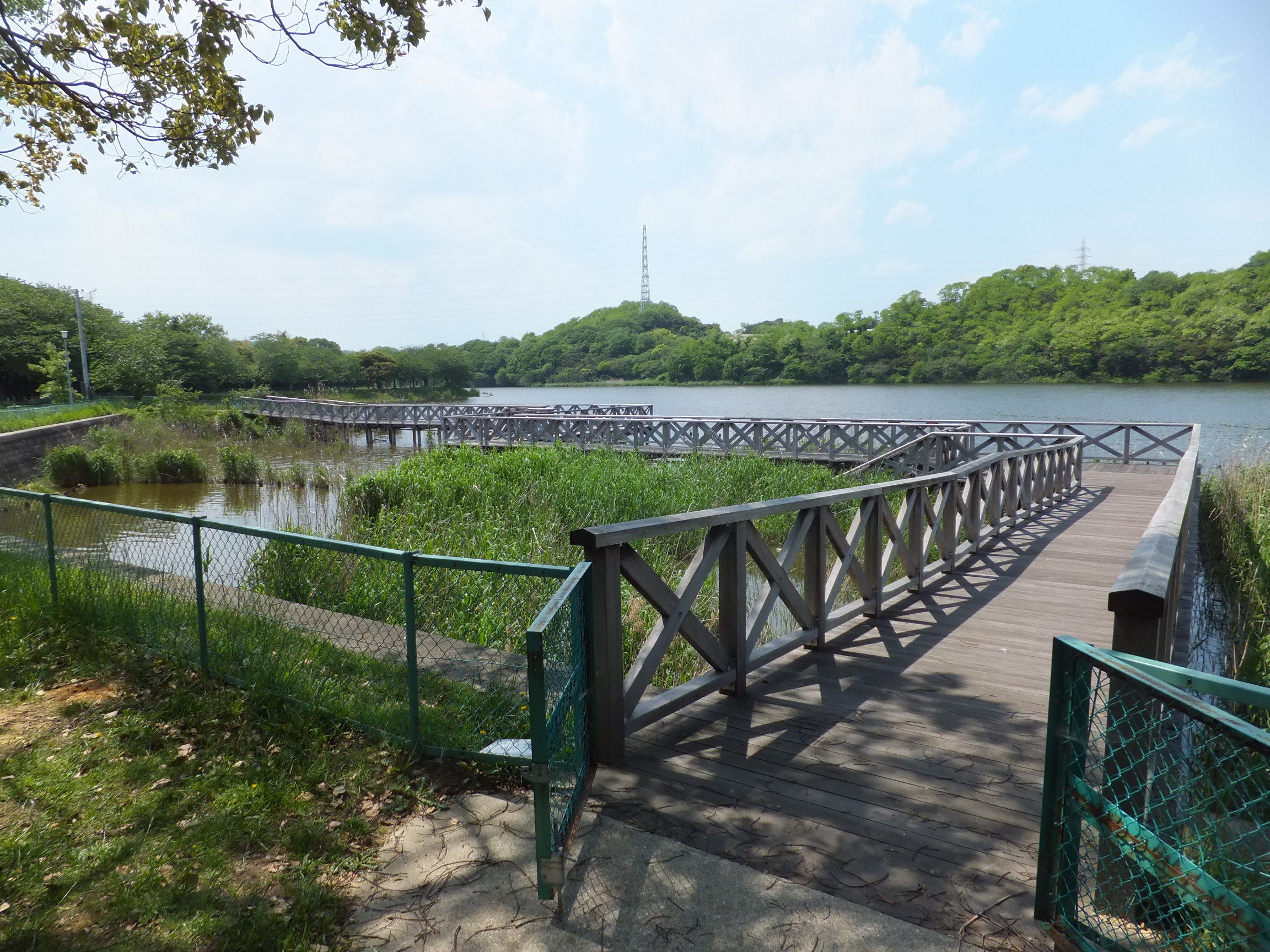
長成池公園

### 地形

#### 河川
主な川
- 石川
- 堀川
- 新川

#### 湖沼
主な池
- 長成池

主な干潟
- 壱町田湿地

#### 海岸
湾岸
- 三河湾
  - 知多湾

### 地域

#### 町内の地名
- 武豊（1954年までの旧武豊町域。大字が編成されておらず現在でも「武豊町」の後に字名・番地を続けている）
- 富貴（旧：富貴村）
- 東大高（旧：富貴村）
- 豊成（成立年不明、武豊の一部より成立）
- 鹿ノ子田（成立年不明、武豊の一部より成立）
- 梨子ノ木（成立年不明、武豊の一部より成立）
- 祠峯（成立年不明、武豊の一部より成立）
- 砂川（成立年不明、武豊の一部より成立）
- 平井（成立年不明、武豊の一部より成立）
- 二ケ崎（成立年不明、武豊の一部より成立）
- 池田（成立年不明、武豊の一部より成立）
- 天神前（成立年不明、武豊の一部より成立）
- 上山（成立年不明、武豊の一部より成立）
- 中山（成立年不明、武豊の一部より成立）
- 長宗（成立年不明、武豊の一部より成立）
- 北中根（成立年不明、武豊の一部より成立）
- 青木ケ丘（成立年不明、武豊の一部より成立）
- 中根（成立年不明、武豊の一部より成立）
- 緑台（成立年不明、武豊の一部より成立）
- 桜ケ丘（成立年不明、武豊の一部より成立）
- 楠（成立年不明、武豊の一部より成立）
- 向陽（成立年不明、武豊の一部より成立）
- 多賀（成立年不明、武豊の一部より成立）
- 六貫山（成立年不明、武豊の一部より成立）
- 旭ケ丘（成立年不明、武豊の一部より成立）

地区
- 上ヶ・馬場・下門・市場・玉貫（玉東・玉西1・玉西2・六貫山）・小迎・北山・中山・緑・原田・大足・富貴・富貴市場・市原・東大高・新田の16地区。

### 人口
| |                                        |  |
| 武豊町と全国の年齢別人口分布（2005年） | 武豊町の年齢・男女別人口分布（2005年） |  |
| ■紫色 ― 武豊町 ■緑色 ― 日本全国 | ■青色 ― 男性 ■赤色 ― 女性              |  |
| 武豊町（に相当する地域）の人口の推移 \| 1970年（昭和45年） \| 25,575人 \| \| \| 1975年（昭和50年） \| 30,254人 \| \| \| 1980年（昭和55年） \| 33,924人 \| \| \| 1985年（昭和60年） \| 36,381人 \| \| \| 1990年（平成2年） \| 38,105人 \| \| \| 1995年（平成7年） \| 38,153人 \| \| \| 2000年（平成12年） \| 39,993人 \| \| \| 2005年（平成17年） \| 40,981人 \| \| \| 2010年（平成22年） \| 42,408人 \| \| \| 2015年（平成27年） \| 42,473人 \| \| \| 2020年（令和2年） \| 43,535人 \| \| |                                        |  |
| 総務省統計局 国勢調査より |                                        |  |
| 1970年（昭和45年） | 25,575人                               |  |
| 1975年（昭和50年） | 30,254人                               |  |
| 1980年（昭和55年） | 33,924人                               |  |
| 1985年（昭和60年） | 36,381人                               |  |
| 1990年（平成2年） | 38,105人                               |  |
| 1995年（平成7年） | 38,153人                               |  |
| 2000年（平成12年） | 39,993人                               |  |
| 2005年（平成17年） | 40,981人                               |  |
| 2010年（平成22年） | 42,408人                               |  |
| 2015年（平成27年） | 42,473人                               |  |
| 2020年（令和2年） | 43,535人                               |  |

### 隣接する自治体
愛知県
- 北 - 半田市
- 西 - 常滑市
- 南 - 知多郡美浜町

## 歴史

### 町名の由来
長尾村の氏神「武雄神社」と大足村の氏神「豊石神社」の頭文字を一字ずつ取り名付けられた。

### 沿革
明治
- 1878年（明治11年） - 長尾村と大足村が合併して武豊村が発足。長尾村の氏神である武雄神社と大足村の氏神である豊石神社から一字ずつ取った。
- 1889年（明治22年） - 町村制に伴い、武豊村が発足。
- 1891年（明治24年）2月17日 - 武豊村が町制を施行して（旧）武豊町が発足。

昭和
- 1954年（昭和29年）10月5日 - （旧）武豊町と富貴村が新設合併して（新）武豊町が発足。

| 郡       | 明治22年以前 | 明治22年以前 | 明治22年以前 | 明治22年10月1日 | 明治22年 - 明治43年         | 大正1年 - 大正15年 | 昭和1年 - 昭和64年          | 平成1年 - 現在 | 現在   |
| -------- | ------------ | ------------ | ------------ | --------------- | --------------------------- | ------------------ | --------------------------- | -------------- | ------ |
| 知 多 郡 | 長尾村       | 武豊村       | 武豊村       | 武豊村          | 明治24年2月17日 町制 武豊町 | 武豊町             | 昭和29年10月5日 合併 武豊町 | 武豊町         | 武豊町 |
| 知 多 郡 | 大足村       | 武豊村       | 武豊村       | 武豊村          | 明治24年2月17日 町制 武豊町 | 武豊町             | 昭和29年10月5日 合併 武豊町 | 武豊町         | 武豊町 |
| 知 多 郡 | 富貴村       | 三芳村       | 富貴村       | 富貴村          | 富貴村                      | 富貴村             | 昭和29年10月5日 合併 武豊町 | 武豊町         | 武豊町 |
| 知 多 郡 | 市原村       | 三芳村       | 富貴村       | 富貴村          | 富貴村                      | 富貴村             | 昭和29年10月5日 合併 武豊町 | 武豊町         | 武豊町 |
| 知 多 郡 | 東大高村     | 三芳村       | 東大高村     | 富貴村          | 富貴村                      | 富貴村             | 昭和29年10月5日 合併 武豊町 | 武豊町         | 武豊町 |

## 政治

### 行政

#### 町長
- 町長：鳥羽悠史（2025年4月27日就任、1期目[2]）

### 議会

#### 町議会
- 武豊町議会

## 施設

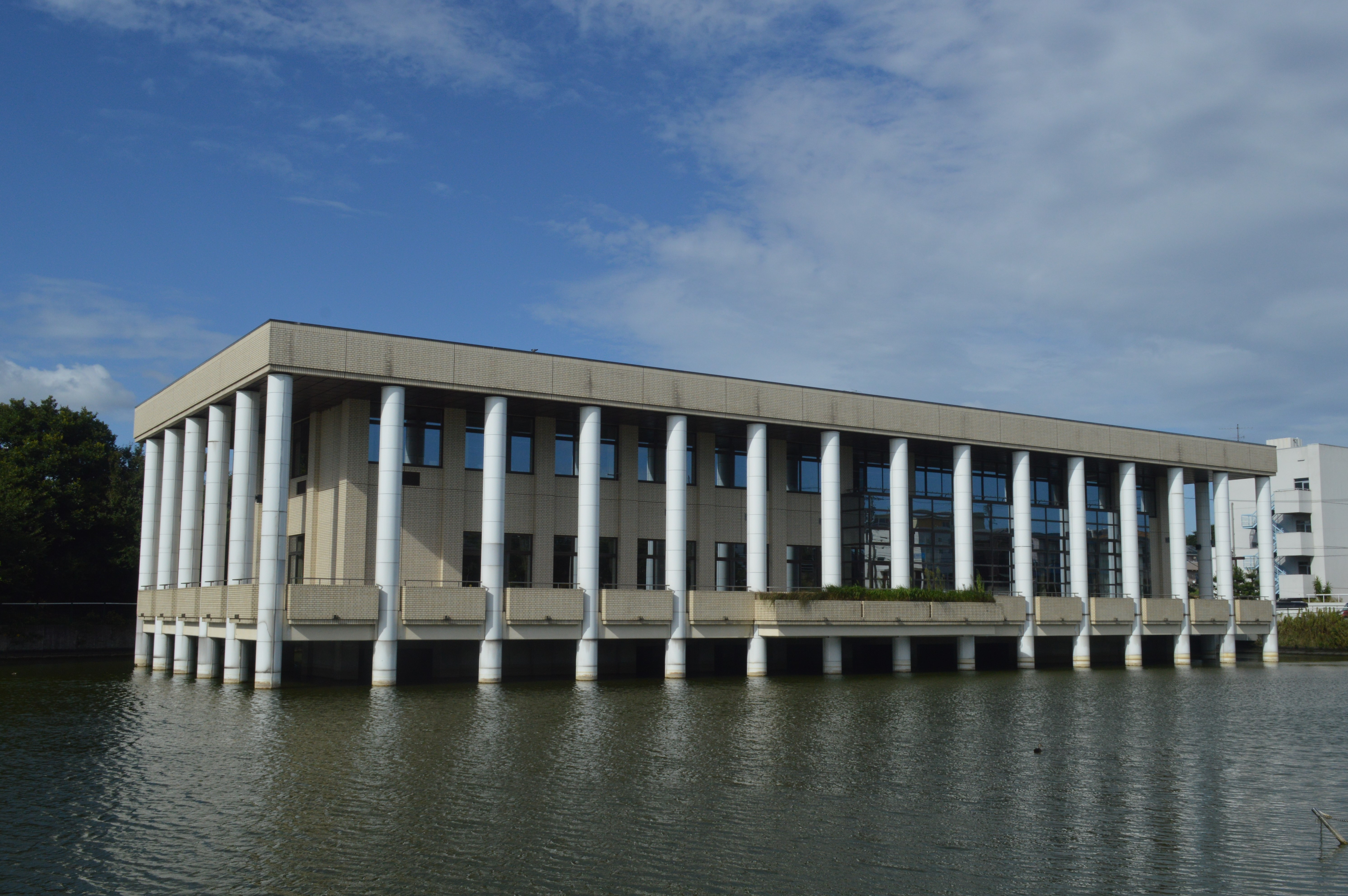
武豊町立図書館

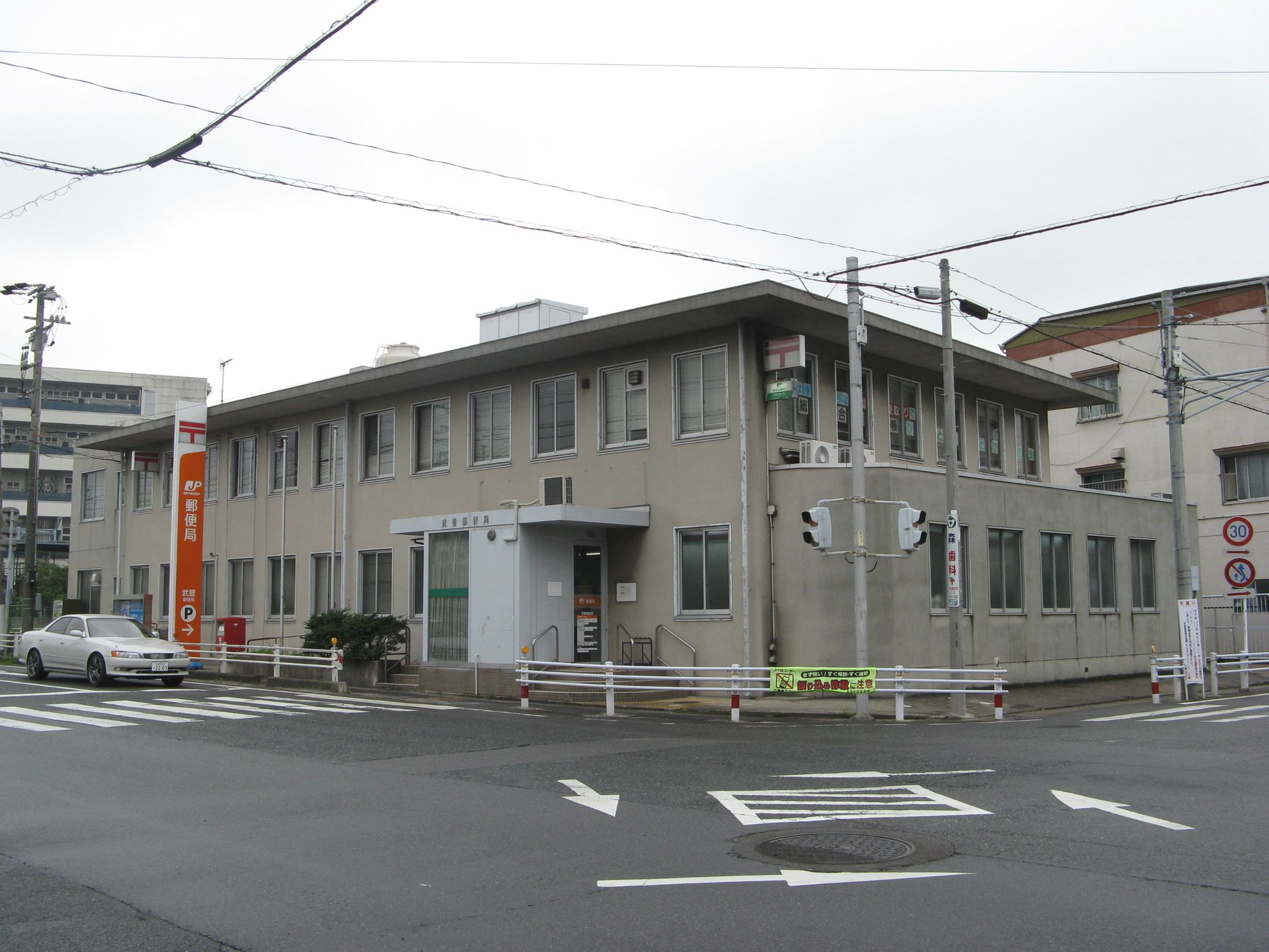
武豊郵便局

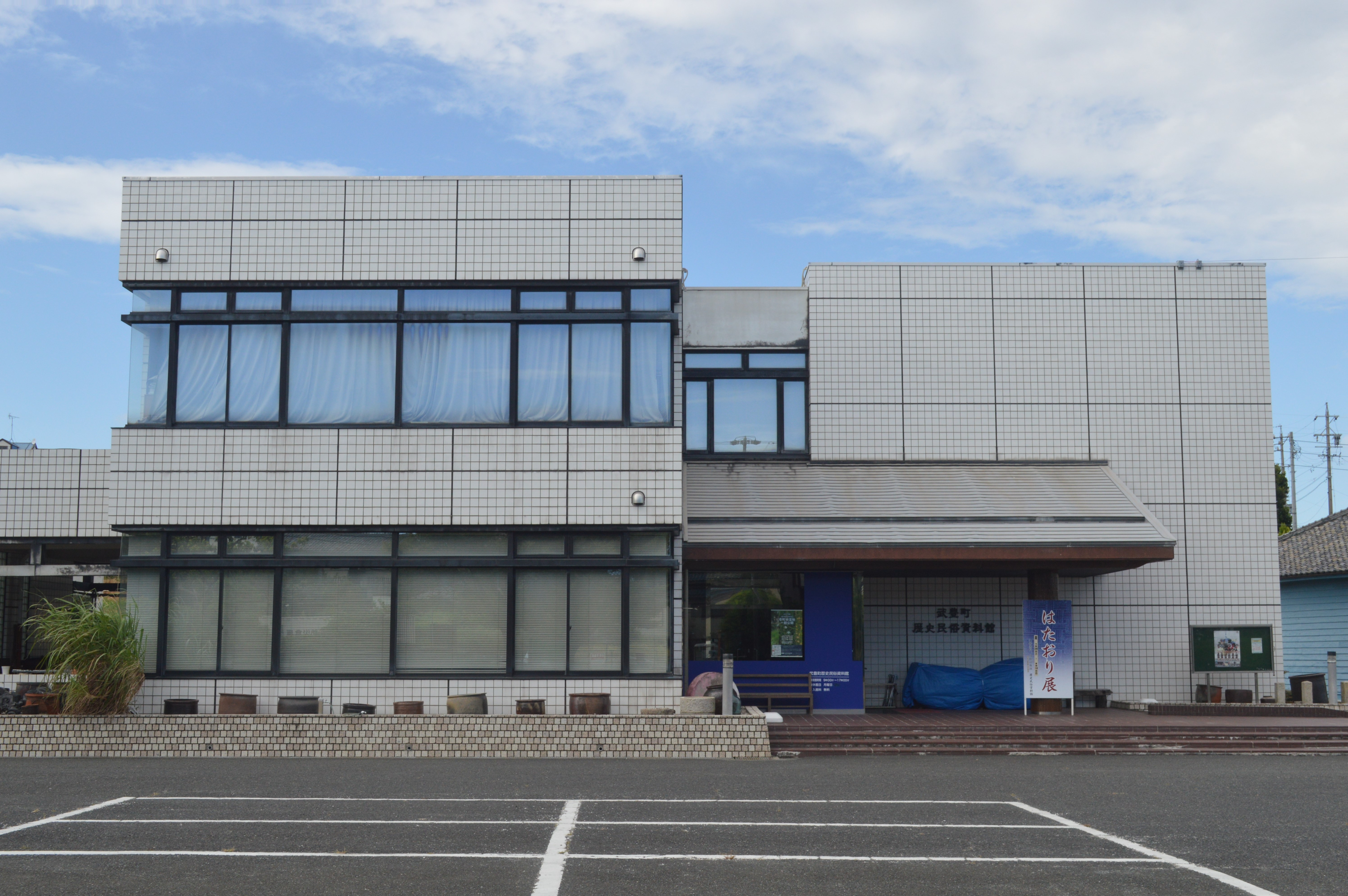
武豊町歴史民俗資料館

### 警察
本署
- 愛知県警察 半田警察署

交番
- 武豊交番（知多郡武豊町）
- 富貴交番（知多郡武豊町大字富貴）

### 消防
本部
- 知多中部広域事務組合消防本部

分署・出張所
- 武豊支署（知多郡武豊町字長尾山50番地）

### 郵便局
主な郵便局
- 武豊郵便局
- 富貴郵便局

### 図書館
- 武豊町立図書館

### 文化施設
- 武豊町歴史民俗資料館
- 武豊町民会館「ゆめたろうプラザ」
- 武豊町中央公民館

### 運動施設
- 武豊町総合体育館
- 武豊町運動公園

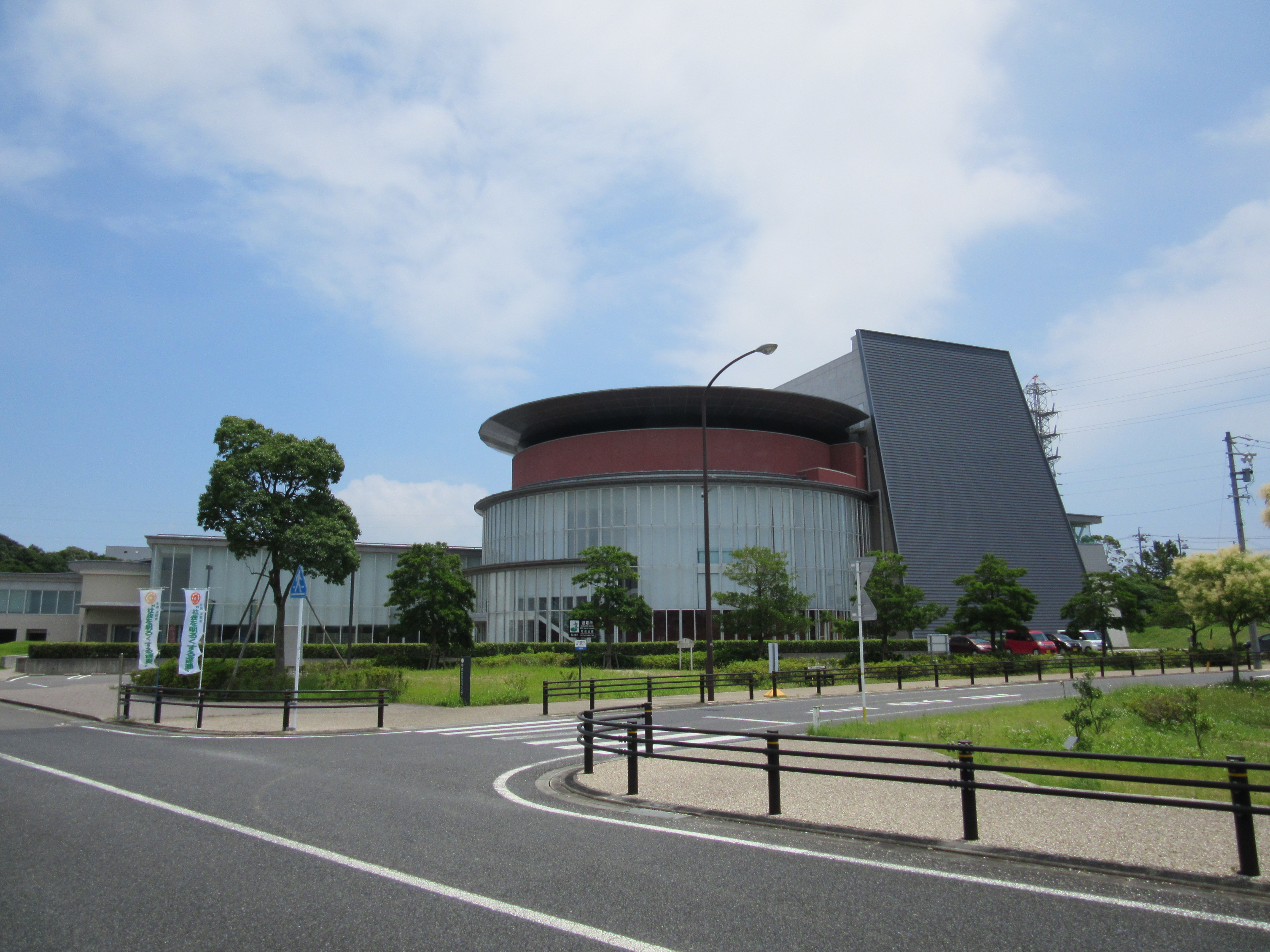
武豊町民会館
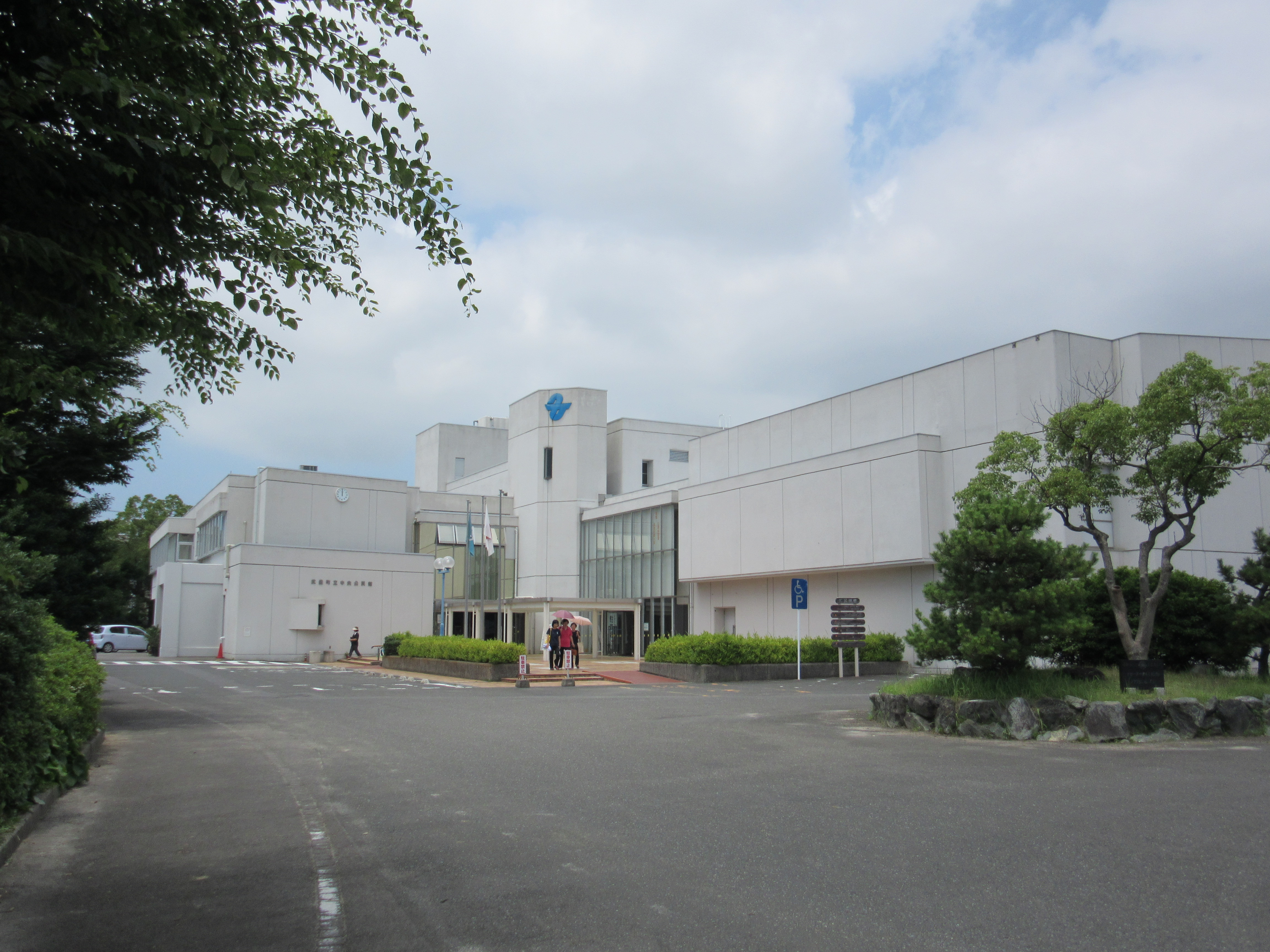
武豊町中央公民館
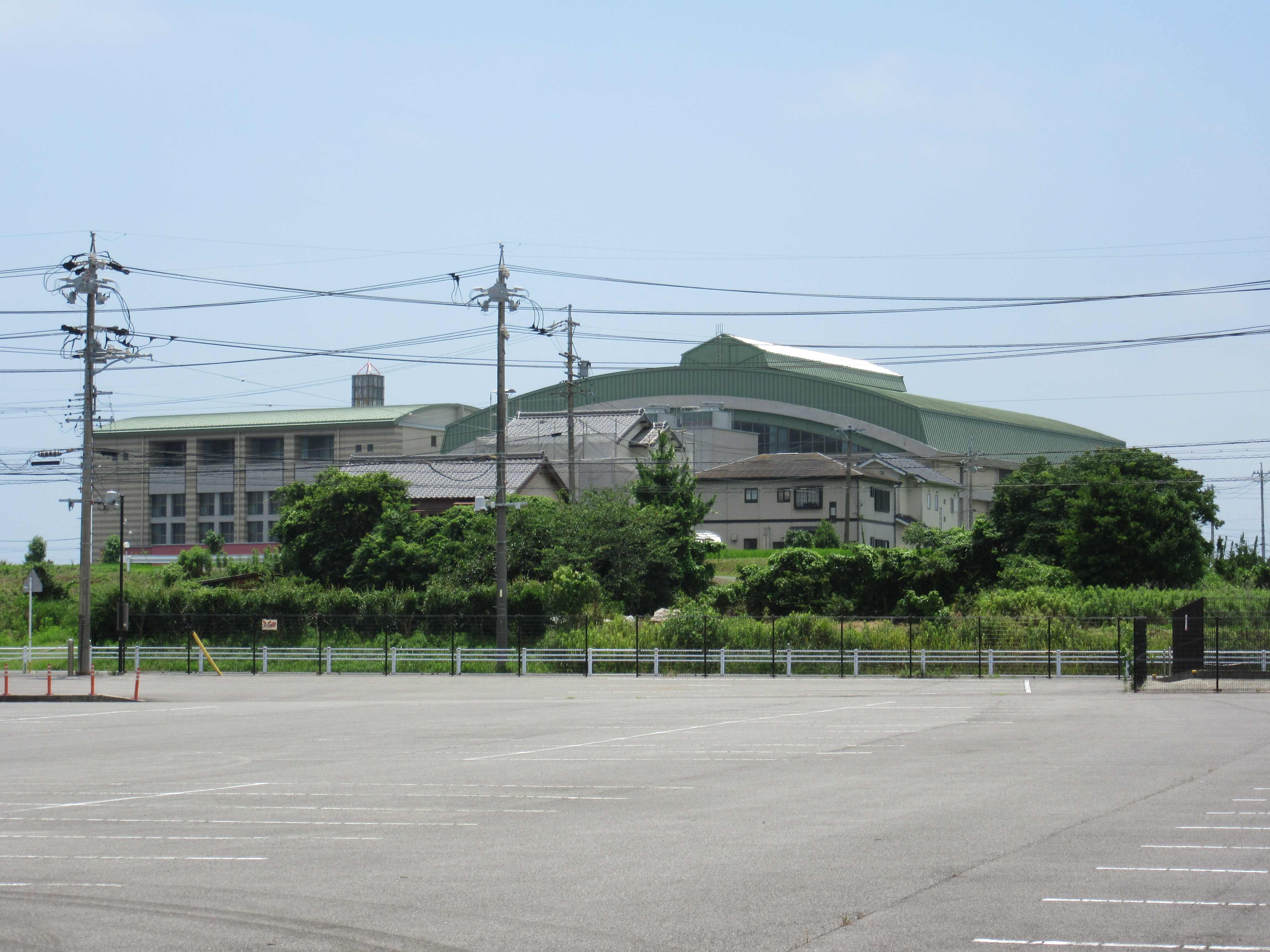
武豊町総合体育館
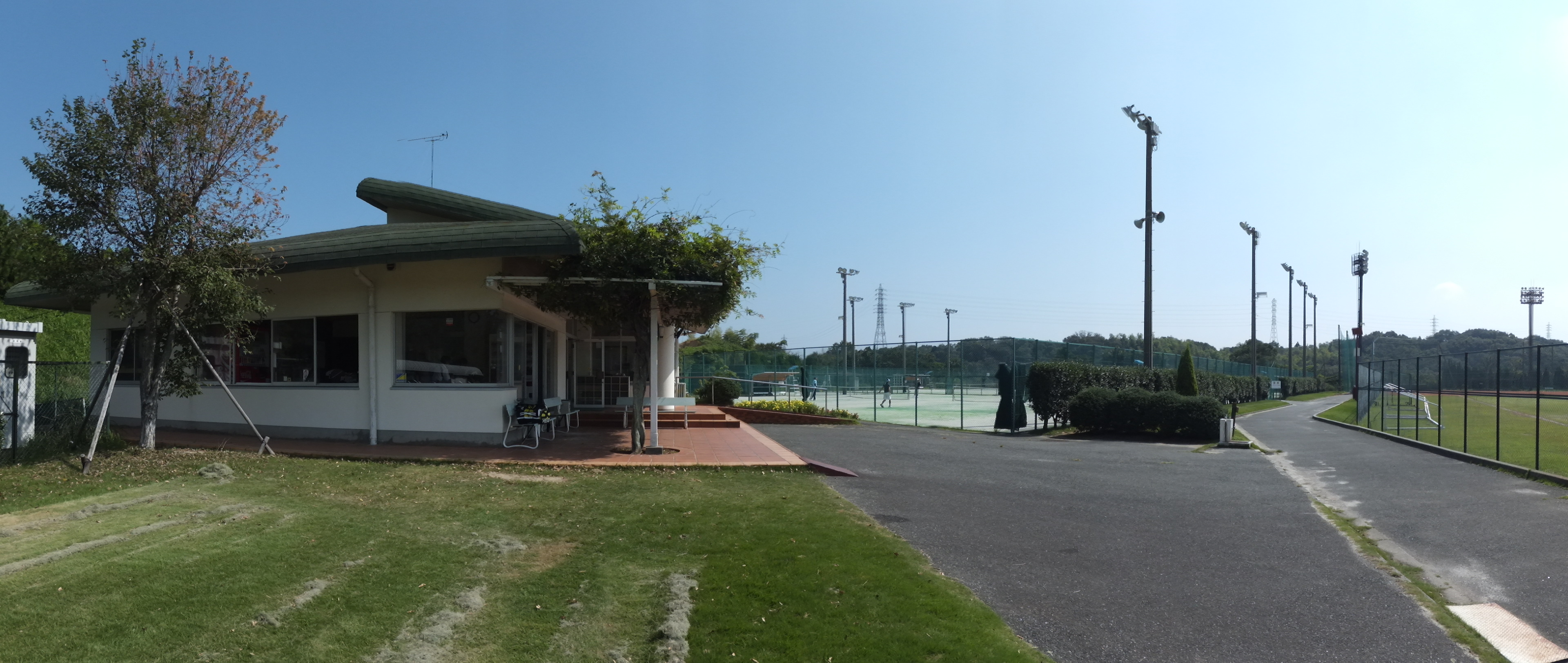
武豊町運動公園

## 対外関係

### 姉妹都市・提携都市

#### 海外
フレンドシップ相手国
2005年に開催された愛知万博では「一市町村一国フレンドシップ事業」が行われ、名古屋市を除く愛知県内の市町村が120の万博公式参加国をフレンドシップ相手国として迎え入れた。
- フィジー諸島

#### 国内
災害時相互応援協定
| 都市名 | 地方名・県名           | 提携年月日                |
| ------ | ---------------------- | ------------------------- |
| 上松町 | 中部地方 長野県 木曽郡 | 2006年（平成18年）12月6日 |
| 可児市 | 中部地方 岐阜県        | 2007年（平成19年）1月17日 |
| 新城市 | 中部地方 愛知県        | 2012年（平成24年）3月12日 |
| 松島町 | 東北地方 宮城県 宮城郡 | 2012年（平成24年）10月4日 |

## 経済

### 商業
主な商業施設
- アオキスーパー武豊店
- イシハラフード武豊店
- ケーズデンキ半田南店（店名は半田市だが、全敷地が武豊町内）
- コノミヤ武豊店
- MEGAドン・キホーテUNY武豊店
- ゲンキー武豊店
- V・drug武豊店、武豊西店
- クスリのアオキ武豊店
- ゴルフ5半田南店（店名は半田市だが、全敷地が武豊町内）

### 拠点を置く企業

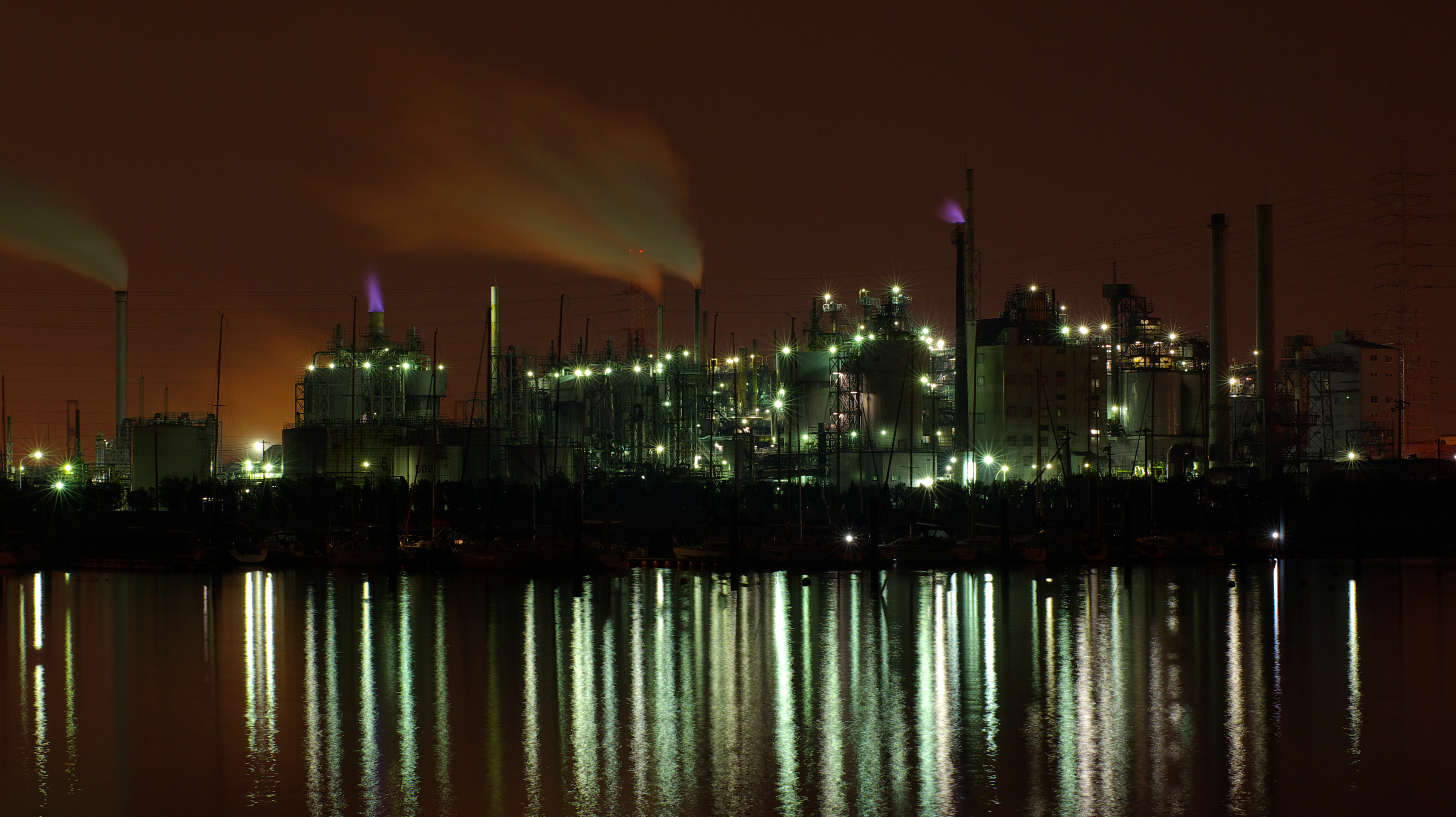
東海カーボン知多工場

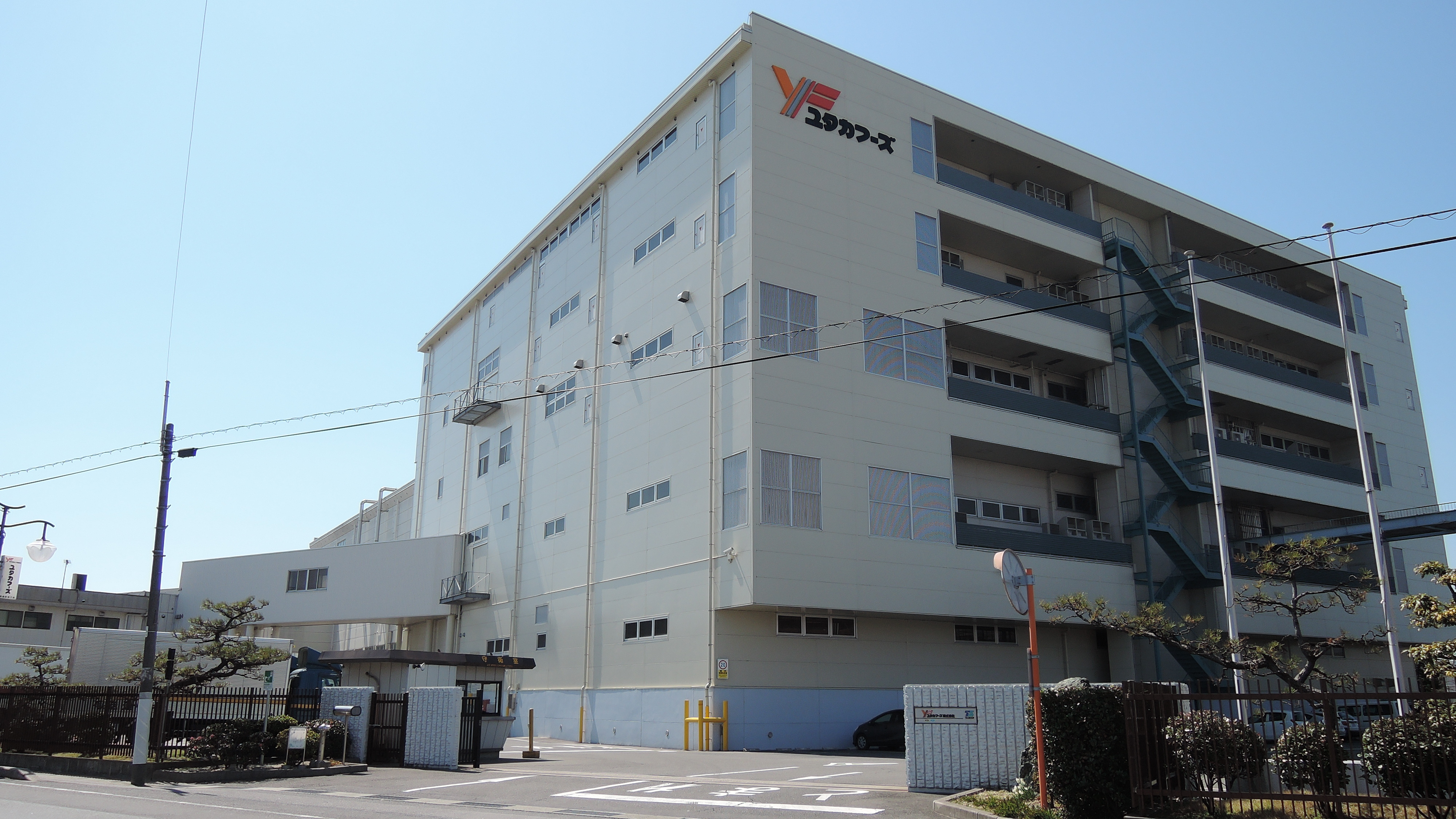
ユタカフーズ

- 泉万醸造株式会社 本社及び工場（本社工場・吉泉工場）、配送センター、冷蔵センター
- AGC 愛知工場（武豊）
- 株式会社エイゼン 本社・臨海北工場・臨海南工場・臨海西工場・里山工場・多賀中間処理工場・エコステーション
- JERA 武豊火力発電所
- 東海カーボン 工場／研究所
- ニートレックス 本社工場
- 日油 愛知事業所（衣浦工場、武豊工場）
- ニッタイ工業 本社
- ファイザー・ファーマ 名古屋工場/物流センター
- フジプレコン株式会社 本社
- ユートランス 本社
- ユタカフーズ 本社工場

## 生活基盤
電力
- 中部電力

発電所
- 武豊火力発電所
- 中山名古屋共同発電名古屋発電所

ガス
- 東邦ガス

上下水道
- 愛知県企業庁

電信
- NTT西日本

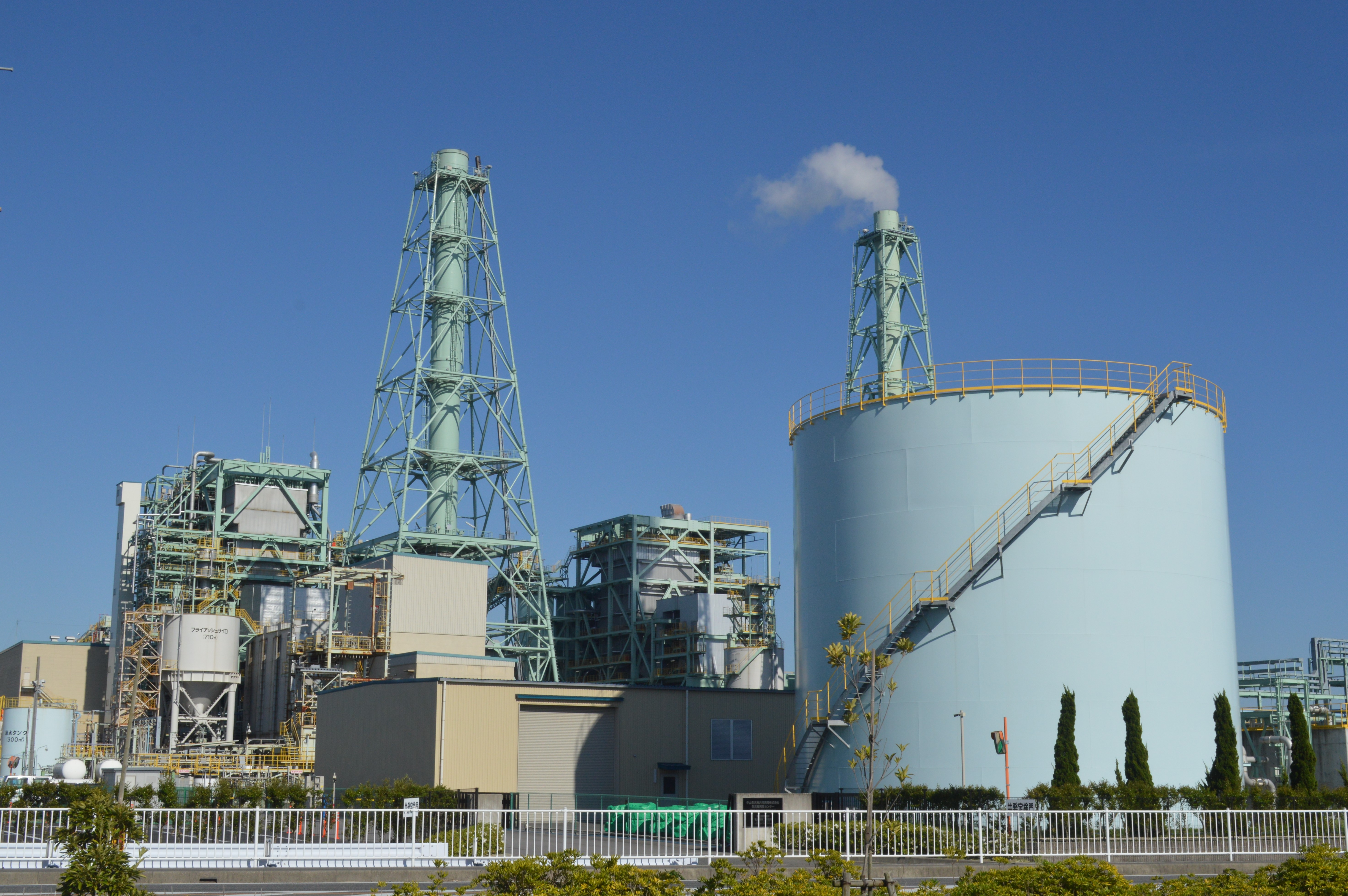
中山名古屋共同発電名古屋発電所

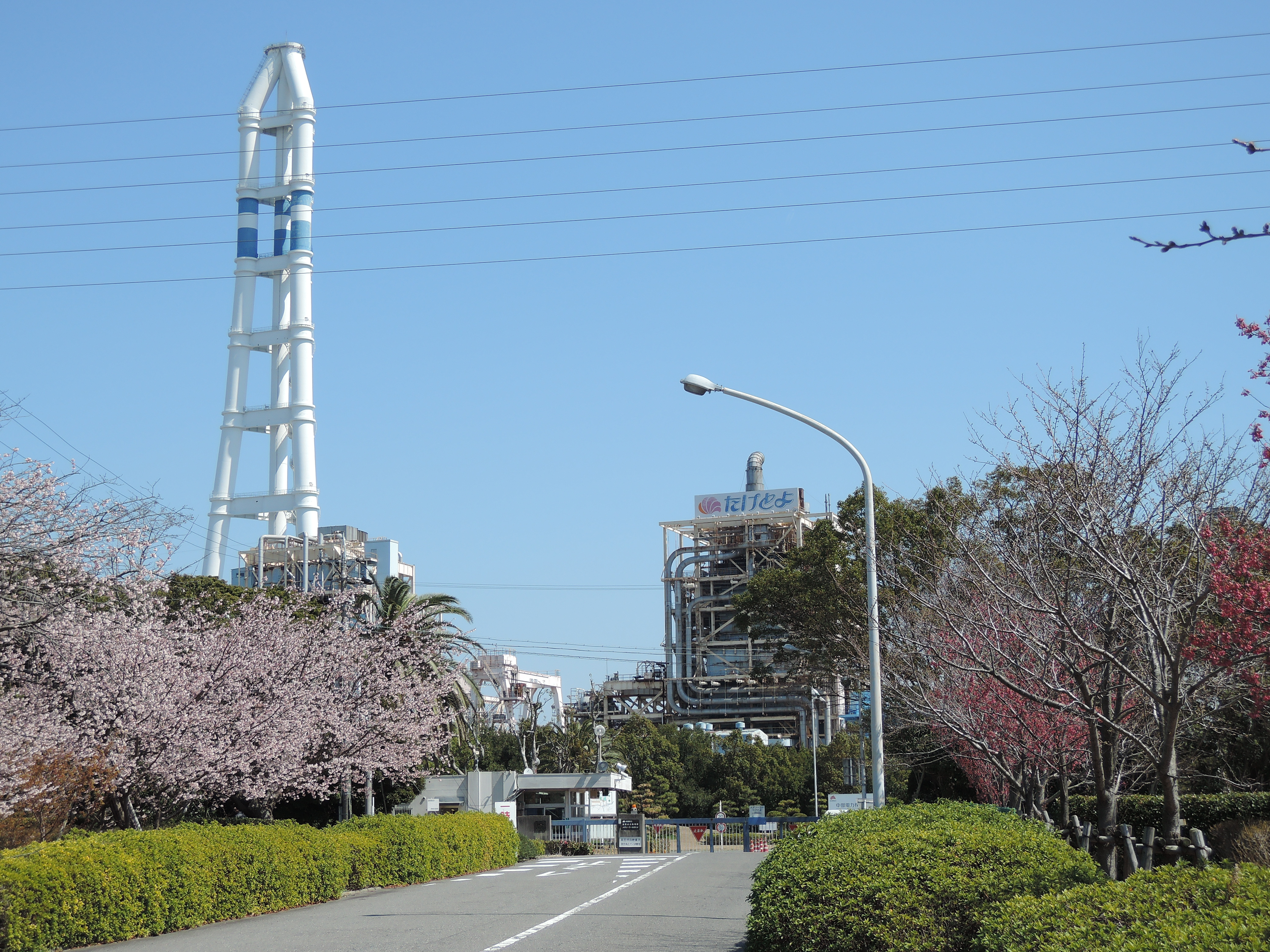
武豊火力発電所

  - NTT西日本-東海（NTTビジネスソリューションズ）
  - 市外局番は0569（半田MA）。

## 教育

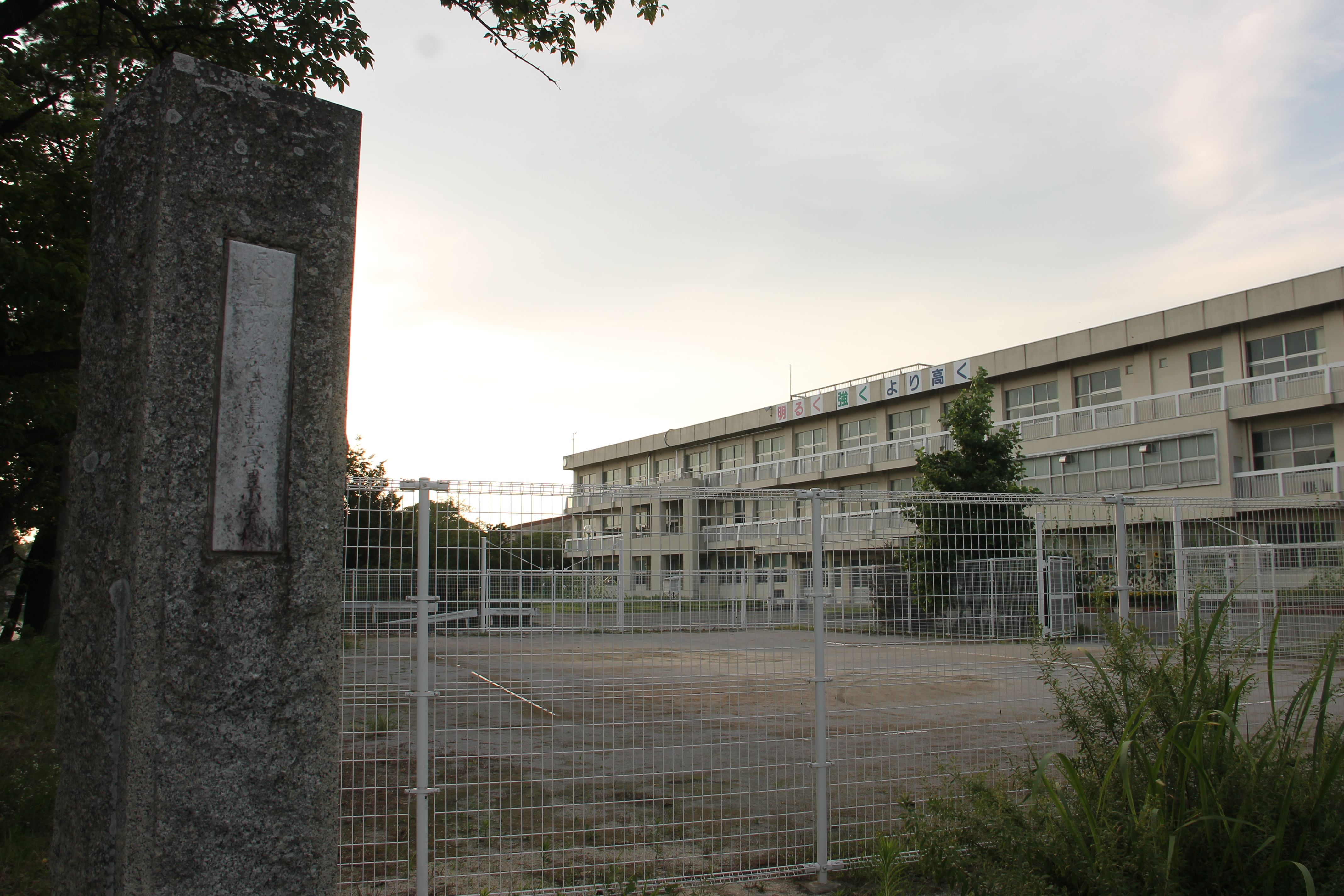
（写真）武豊町立武豊小学校

### 高等学校
- 愛知県立武豊高等学校

### 中学校
- 武豊町立武豊中学校
- 武豊町立富貴中学校

### 小学校
- 武豊町立武豊小学校 - 公立中学校に進学する場合は武豊中学校となる。
- 武豊町立衣浦小学校 - 公立中学校に進学する場合は富貴中学校と武豊中学校に分かれる。
- 武豊町立富貴小学校 - 公立中学校に進学する場合は富貴中学校となる。
- 武豊町立緑丘小学校 - 公立中学校に進学する場合は武豊中学校となる。

### 研究機関
- 農業・食品産業技術総合研究機構 中央農業総合研究センター
  - 内部研究所 野菜茶業研究所

## 交通

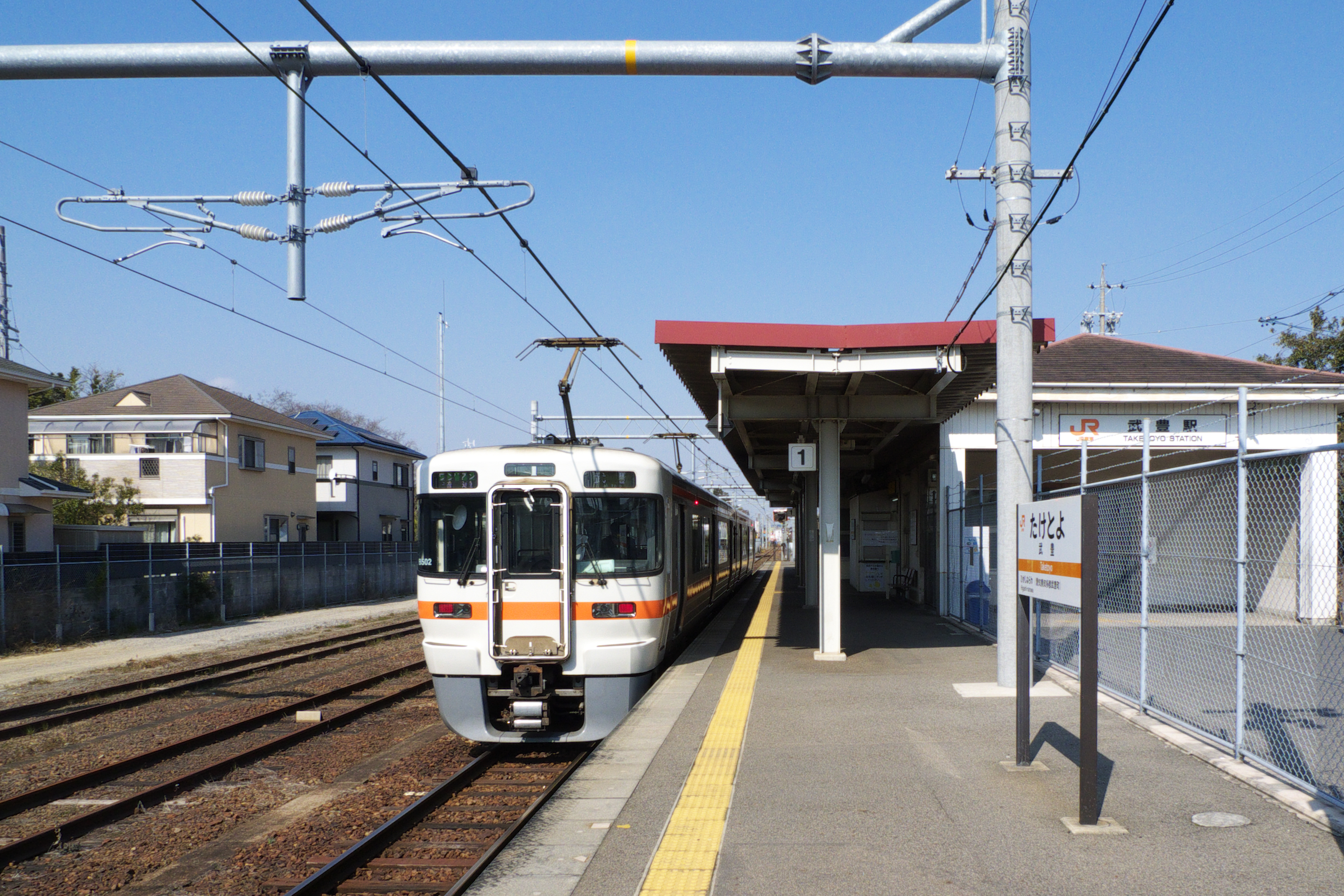
JR武豊線武豊駅

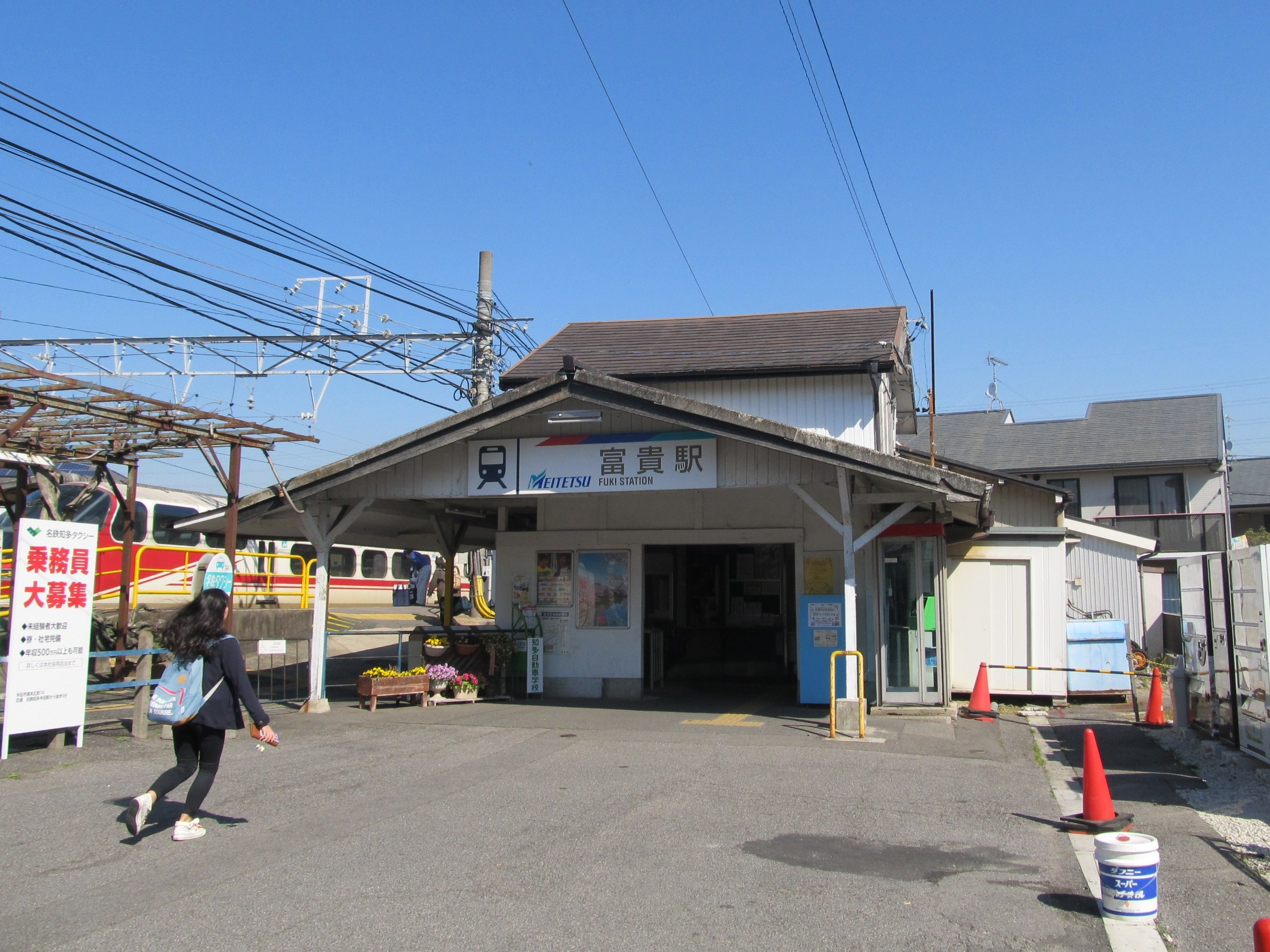
名鉄河和線富貴駅

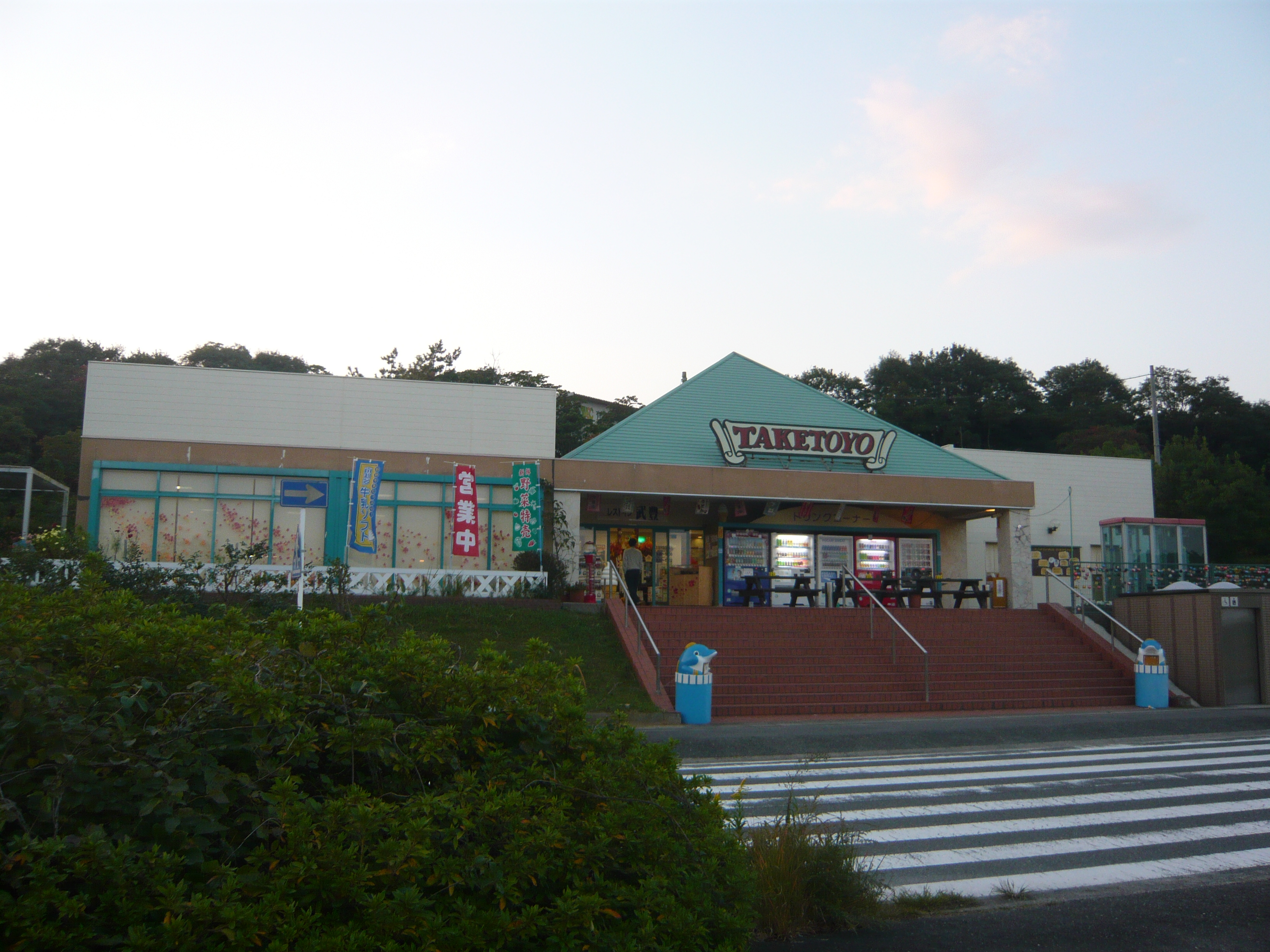
武豊PA

### 鉄道
中心駅はJR武豊線武豊駅と名鉄河和線知多武豊駅。両者は約500mの距離にある。JR武豊線は武豊駅が終着駅である。
東海旅客鉄道（JR東海）
- 武豊線：（半田市）- 武豊駅

名古屋鉄道（名鉄）
- 河和線：（半田市）- 上ゲ駅 - 知多武豊駅 - 富貴駅 -（美浜町）
- 知多新線：富貴駅 -（別曽池信号場）-（美浜町）

### バス
路線バス
- 武豊町コミュニティバス - 2010年7月より運行開始。

### 道路

#### 高速道路
一般有料道路
- 南知多道路：（半田市） - 武豊IC/武豊PA - （美浜町）

#### 国道
- 国道247号

#### 県道
主要地方道
- 愛知県道7号半田南知多公園線
- 愛知県道52号半田南知多線
- 愛知県道72号武豊小鈴谷線

一般県道
- 愛知県道269号古場武豊線
- 愛知県道271号武豊港線
- 愛知県道272号大谷富貴線
- 愛知県道467号半田環状線
- 愛知県道511号武豊大府自転車道線

#### 臨港道路
臨港道路
- 武豊1号臨港道路
- 武豊2号臨港道路
- 石炭埠頭臨港道路

### 航路

#### 港湾
- 武豊港 - 重要港湾・特定港である衣浦港の一部。

## 名所・旧跡・観光スポット

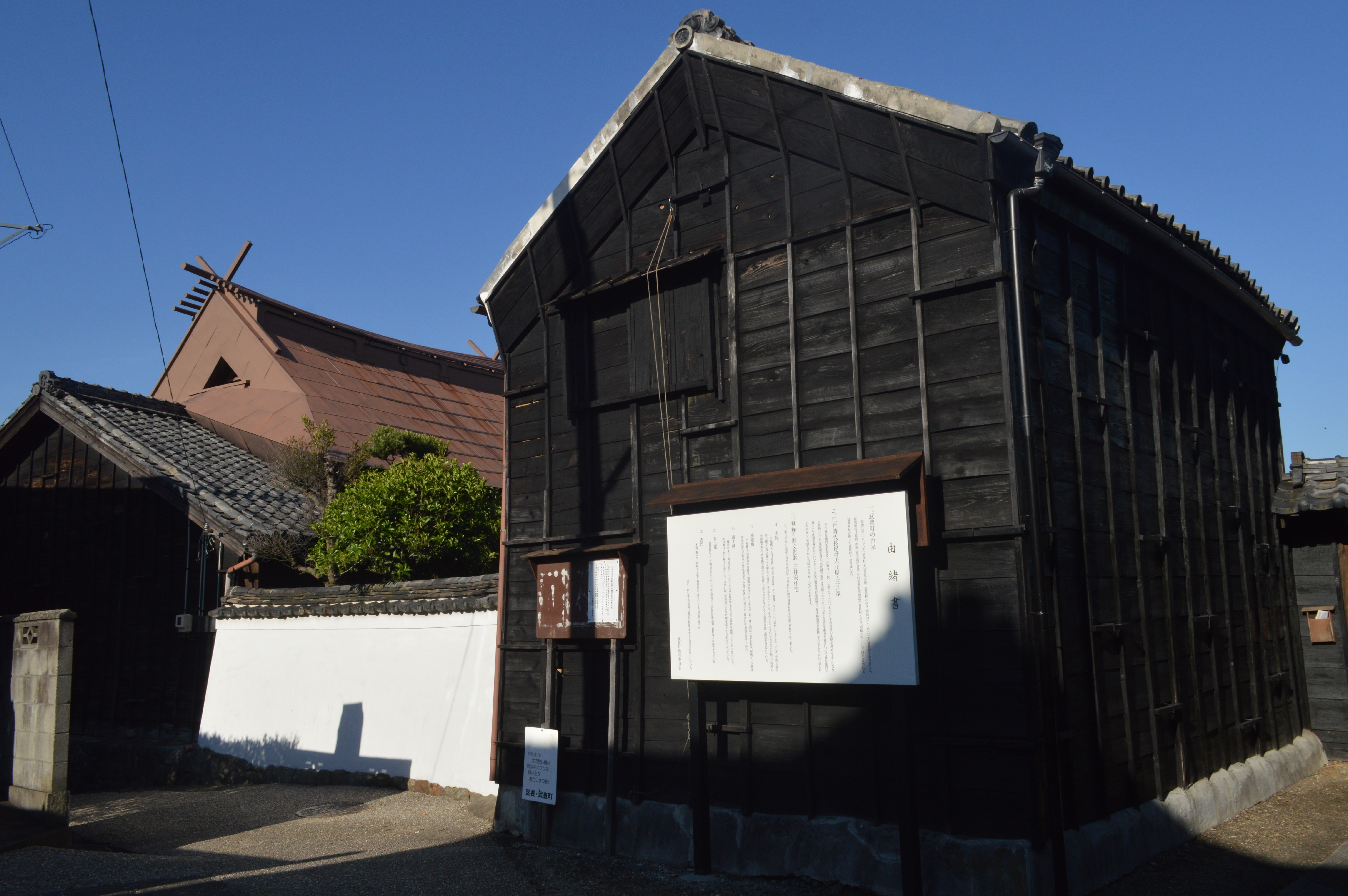
三井家住宅

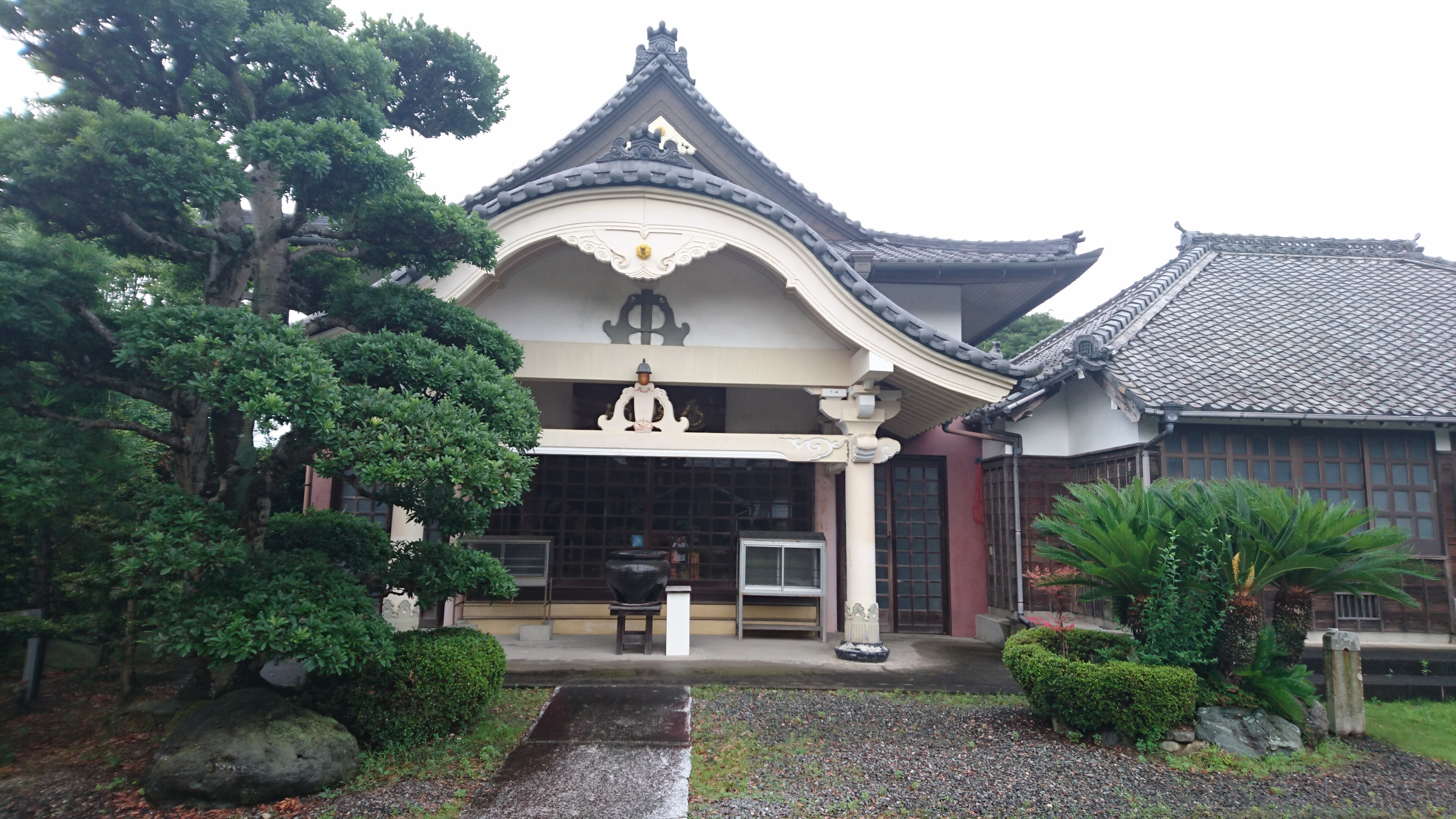
岡川寺

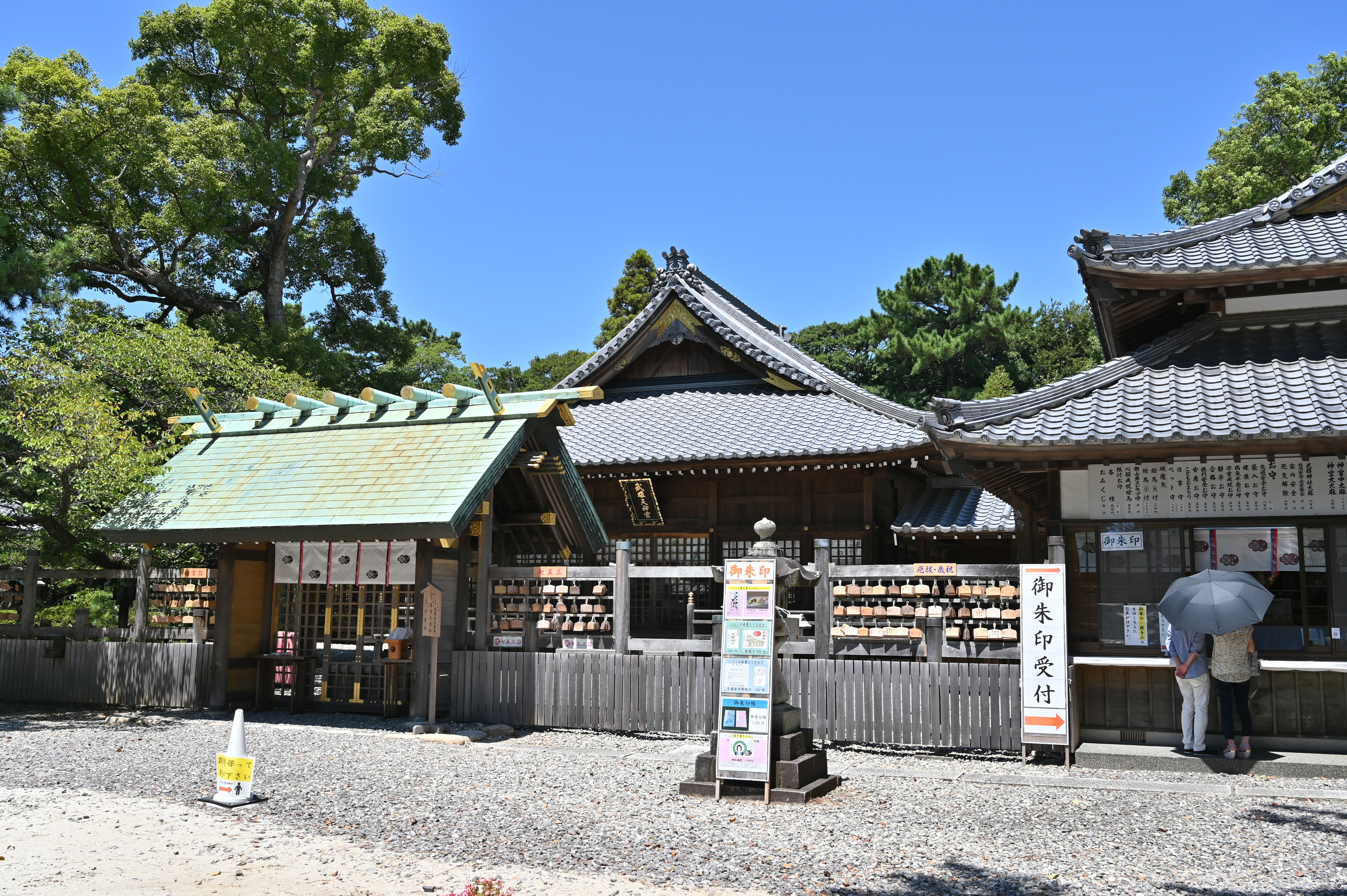
武雄神社

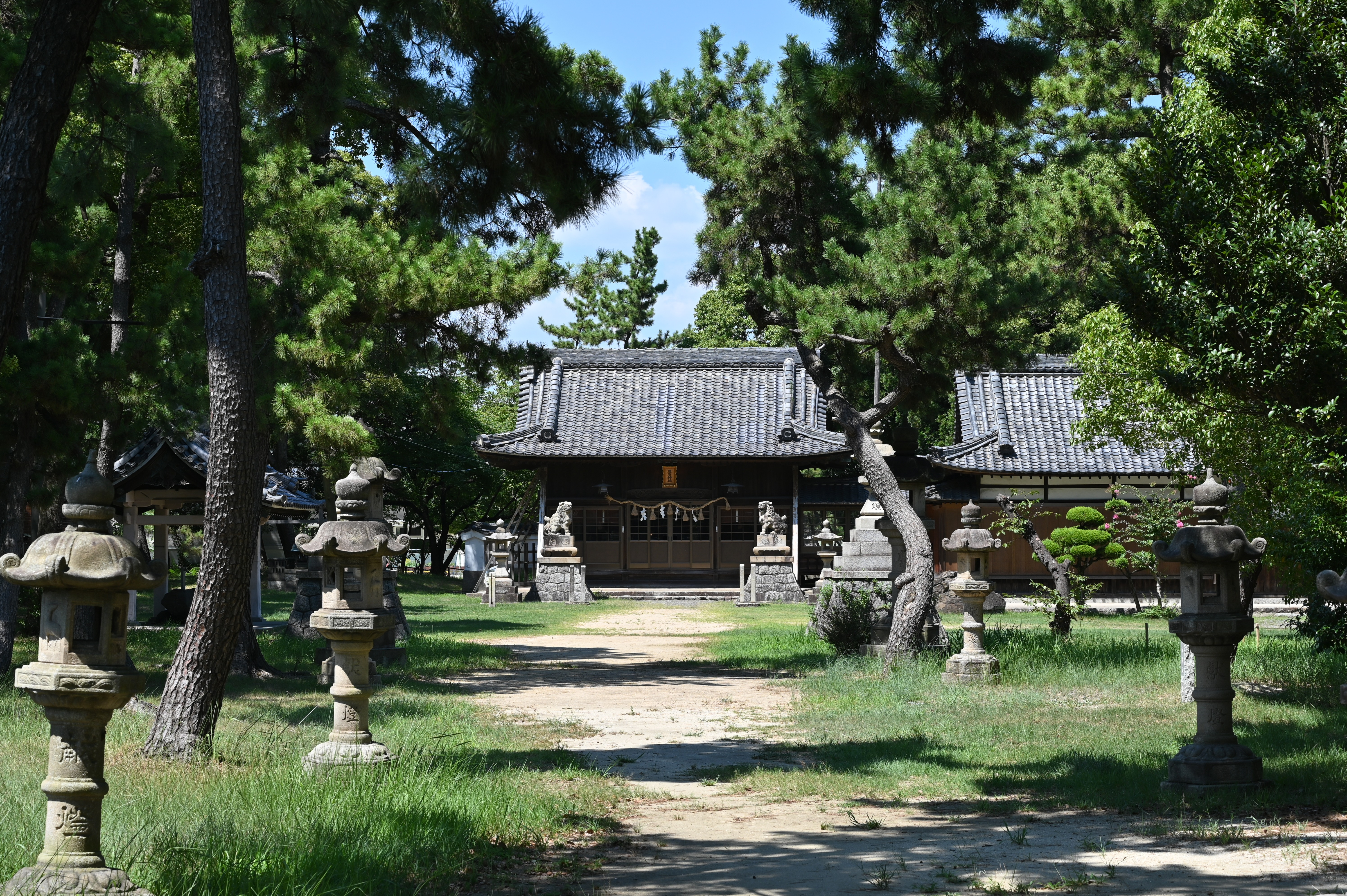
豊石神社

### 文化財
- 中定商店 - 大五蔵・昭二蔵・昭三蔵が登録有形文化財。
- 三井家住宅 - 主屋・奥座敷・南土蔵・北土蔵・表門が登録有形文化財。
- 旧国鉄武豊港駅転車台 - 登録有形文化財。

### 名所・旧跡
主な寺院
- 円観寺 - 知多四国霊場の第二十五番札所。
- 岡川寺
- 皆満寺
- 光明寺
- 真楽寺
- 清応院
- 清勝寺
- 正覚寺
- 善芳寺
- 大日寺 - 知多四国霊場の第二十二番札所。
- 徳正寺 - 知多四国霊場の第二十四番札所。
- 蓮花院 - 知多四国霊場の第二十三番札所。

主な神社
- 秋葉神社
- 笠松稲荷
- 武雄神社 - 旧社格は郷社[4]。旧：長尾村の氏神。
- 知里付神社 - 旧社格は郷社[4]。
- 豊石神社 - 旧大足村の氏神。
- 白山神社
- 玉鉾神社
- 堀田稲荷神社 - 算額は愛知県指定有形民俗文化財。
- 竜宮神社 - 武豊町には浦島太郎伝説があり[5]、「浦島」「竜宮」「乙姫橋」などの地名が残っている。神社近辺に乙姫橋がある。

### 観光スポット

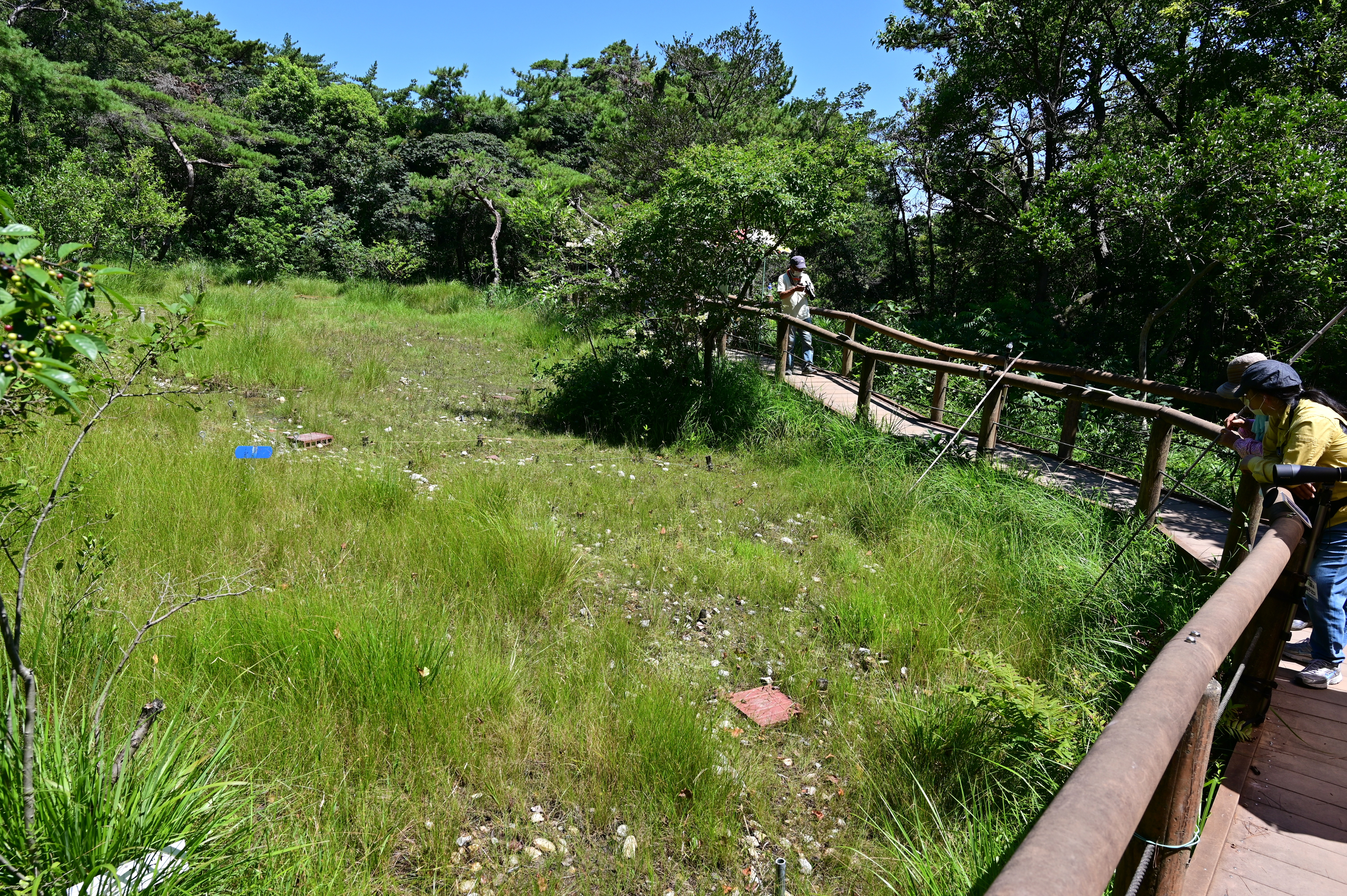
壱町田湿地

- 壱町田湿地 - 低山丘陵地にある低層湿地。愛知県指定天然記念物。
- 中定商店醸造伝承館 - 資料館[6]。
- 武豊町地域交流施設
- 武豊町自然公園

## 文化

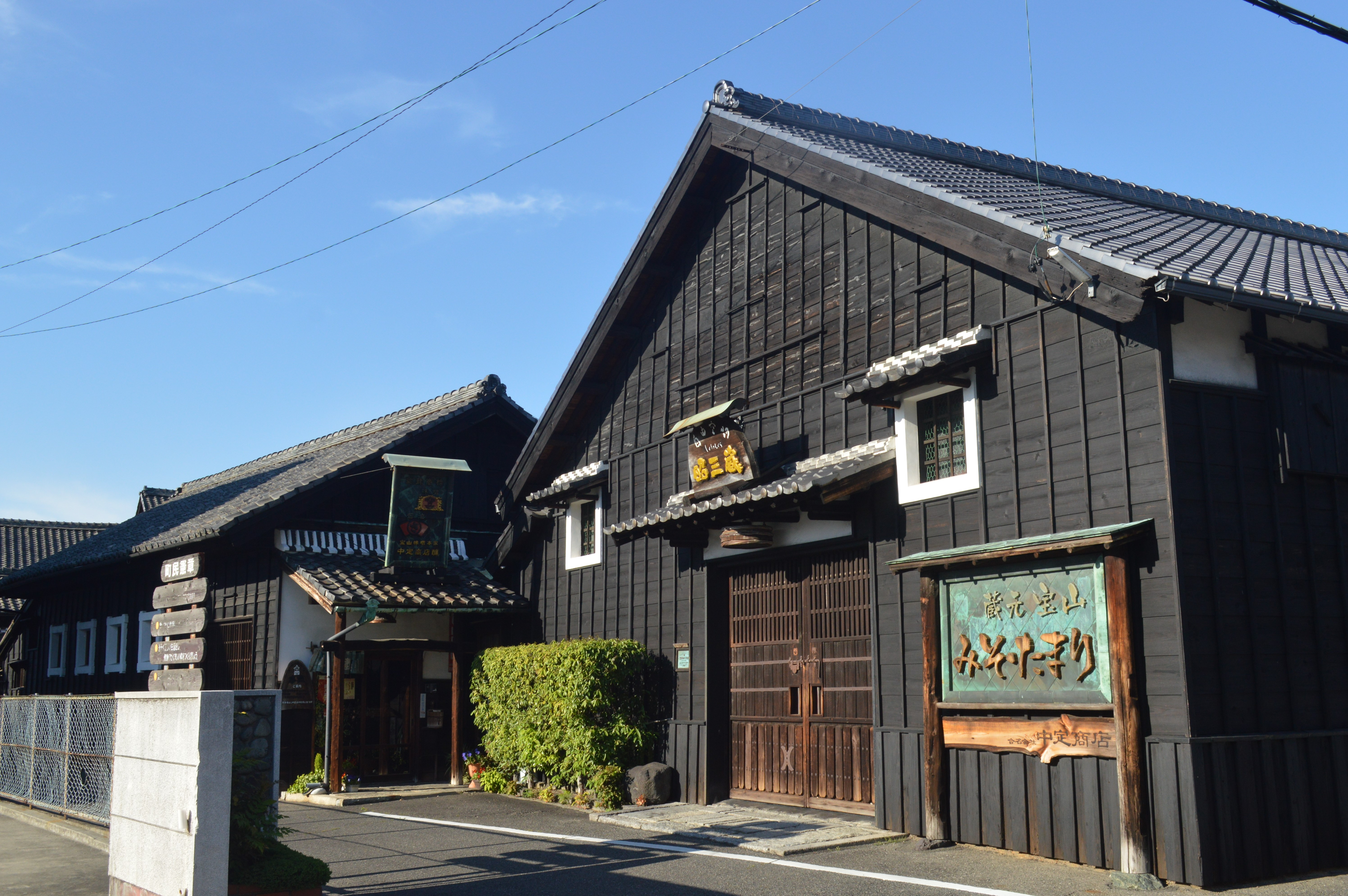
中定商店の昭二蔵と昭三蔵

### 祭事・催事
- 武豊ふれあい山車まつり

武豊町の歴史・伝統を後世に伝えること、地域の連帯性を深めること、町の活性化を図ることを目的として、1994年に第1回を開催。以後、5年に一度、秋季に開催。この祭礼では、武豊町に現存する11輛の山車を一堂に集める。第3回までは町内の衣浦小学校校庭が会場であったが、第4回以降は町民会館駐車場が会場となっている。半田市のはんだ山車まつりの2年後に武豊ふれあい山車まつりが、武豊ふれあい山車まつりの3年後にはんだ山車まつりが開催される。
- 富貴地区祭礼（4月第1土日）

富貴・冨貴市場、東大高、市原の旧富貴村の各地区で行われる祭礼。八幡神社、知里付神社、縣社に山車を各二輛、一輛、一輛を曳き入れ、神楽、絡繰り人形を奉納する。
- 長尾地区祭礼（4月第2土日）

武雄神社に山車6輛を曳き入れ、三番叟・神楽・絡繰り人形を奉納。
- 大足地区祭礼（7月第3土日）

豊石神社に山車一輛を曳き入れ、山車上から蛇ノ口花火を奉納する。
- 武豊アニメーションフィルムフェスティバル

2011年12月18日に開催された武豊アニメーションフィルムフェスティバル2012をもって終了。

## 関連人物

### 出身者
- 中川常太郎 - 政治家。初代武豊町長。
- 森田萬右衛門 - 篤農家。武豊町役場富貴支所前に銅像がある[7]。
- 家田荘子 - 著作家。
- 松永光弘 - プロレスラー。
- 三井雅晴 - 野球選手。
- 藤井貴 - サッカー選手。
- 大橋武司 -ダンサー、振付師。
- 神谷俊一 - 千葉市長。
- 瀬戸ももあ - モデル。

### ゆかりのある著名人
JRA所属騎手の武豊（たけゆたか）は滋賀県栗東市出身であり、武豊町（たけとよちょう）には由縁が無いが、同名の縁から1989年と1999年の2度、武豊町に招かれ、一日町長を務めたことがある。2回目に武豊町に招かれた時に友人としてタレントの見栄晴を連れて来ていた。また一時期武のサインがJR武豊駅の窓口に飾られたこともあった。2024年にもテレ東の番組企画で再訪した。